# Nikita Alexandrovich
Nikita Alexandrovich da Rússia (16 de janeiro de 1900 – 12 de setembro de 1974) foi filho do grão-duque Alexandre Mikhailovich da Rússia e da sua esposa, a grã-duquesa Xenia Alexandrovna da Rússia. Era neto do czar Alexandre III e da sua consorte, a czarina Maria Feodorovna.
No dia 19 de fevereiro de 1922, Nikita casou-se com a condessa Maria Vorontsova-Dashkova (1903-1997) em Paris, França. Com o casamento, a sua esposa recebeu o título de Princesa Maria da Rússia. Ela era muito conhecida entre os exilados do Exército Branco pela sua elegância e graciosidade, sendo uma descendente directa de várias famílias nobres incluindo os Dolgorukov, os Naryshkin e Shuvalov.
O casal teve dois filhos:
- Nikita Romanov (nascido no dia 13 de maio de 1923 em Londres, Inglaterra, morreu no dia 3 de maio de 2007 em Nova Iorque).

- Alexandre Romanov (nascido no dia 4 de novembro de 1929 em Paris, França, morreu no dia 21 de setembro de 2002 em Londres, Inglaterra).

Encontra-se sepultado em Cimetière de Roquebrune-Cap-Martin, Alpes Marítimos, Provença-Alpes-Costa Azul na França.